# Tạ Thu Thâu
Tạ Thu Thâu (chữ Hán: 謝秋收; 5 tháng 5 năm 1906–1945) là một nhà cách mạng chủ nghĩa Marx người Việt đầu thế kỷ 20, một lãnh tụ Cộng sản Đệ Tứ thời sơ khai của các phong trào cộng sản tại Đông Dương.

## Tiểu sử
Tạ Thu Thâu sinh tại làng Tân Bình, tổng An Phú, quận Thốt Nốt (sau này tách ra thành lập quận Lấp Vò), tỉnh Long Xuyên (ngày nay thuộc thị trấn Lấp Vò, huyện Lấp Vò, tỉnh Đồng Tháp), là con thứ tư trong một gia đình đông con và nghèo khó. Cha ông là Tạ Văn Sóc làm nghề thợ mộc kiêm nghề bốc thuốc. Từ năm 11 tuổi, sau khi mẹ qua đời, ông đậu bằng tiểu học và trúng tuyển nhập học trường trung học Chasseloup Laubat.
Sau khi đậu bằng tú tài Bản xứ (Baccalauréat Franco-Indigène) ông dạy học ở trường tư thục Nguyễn Xích Hồng, Sài Gòn và tham gia những tổ nhóm thanh niên yêu nước, trong đó có đảng An Nam trẻ (Jeune Annam) năm 1925. Sau đó hội đoàn này bị nhà cầm quyền thuộc địa giải tán. Tạ Thu Thâu coi giai đoạn này trong đời ông là "giấc mộng liều mạng của tuổi trẻ".
Năm 1926, Tạ Thu Thâu tham gia nhiều cuộc biểu tình phản đối chính phủ Pháp, đòi các quyền tự do, dân chủ cho dân Việt. Qua Pháp tháng 7 năm 1927 khi 21 tuổi, học Khoa học tại Đại học Paris, ông gia nhập An Nam Độc lập Đảng (tiếng Pháp: Parti Annamite de l'Indépendance, PAI) của Nguyễn Thế Truyền và đảm nhiệm điều khiển đảng này năm 1928 sau khi Nguyễn Thế Truyền về nước. Ông đứng tên cùng với Huỳnh Văn Phương xuất bản tờ La Résurrection chống chính phủ Thuộc địa. Chỉ được ít lâu báo bị đình bản và đảng Độc lập bị giải tán.
Năm 1929, ông tham gia hội nghị Liên đoàn Phản Đế (Liên hiệp Chống Chủ nghĩa Đế quốc) ở Frankfurt, Đức. Cùng năm đó, ông bắt đầu tiếp xúc với các nhóm cánh tả, chống chủ nghĩa thực dân tại Paris, như Felicien Challey, Francis Jourdain và nhà văn, nhà sử học Daniel Guérin. Ông được Alfred Rosmer - một người bạn, người đồng chí, học trò của Trotsky - giới thiệu vào tổ chức Trốt-kít tại Pháp. Từ đó, ông trở thành một lãnh tụ Trốt-kít Việt Nam đầu tiên.
Ngày 20 tháng 5 năm 1930, Tạ Thu Thâu cùng một số kiều dân Việt ở Pháp tham gia cuộc biểu tình trước điện Elysée phản đối việc xử tử Nguyễn Thái Học và 12 đồng chí Việt Nam Quốc dân đảng ở Yên Bái. Vì vậy, ông bị bắt cùng 18 thành viên Tổng hội Sinh viên Đông Dương (Association Générale des Etudiants Indochinois) trong đó có Nguyễn Văn Tạo và Trần Văn Giàu) và bị trục xuất về Việt Nam vào cuối tháng 5.
Về nước, Tạ Thu Thâu là một lãnh tụ ái quốc nổi bật. Là người tổ chức và lãnh đạo phong trào Tả Đối lập Trốt-kít (L'Opposition de Gauche), ông hoạt động cách mạng bằng nhiều phương tiện. Về báo chí, ông xuất bản tờ Vô sản (tháng 5 năm 1932), làm báo Pháp ngữ La Lutte (Tranh đấu; tháng 4 năm 1933); nhóm trí thức làm báo này được gọi là "Les Lutteurs" (nhóm Tranh đấu) theo tên tờ báo. Có tên trong đó còn có Nguyễn An Ninh, Phan Văn Hùm, Huỳnh Văn Phương, Trần Văn Thạch và Dương Bạch Mai. Vì những hoạt động này Tạ Thu Thâu bị kết án hai năm tù treo.
Đầu năm 1937, ông và các nhân vật trong nhóm Tranh đấu ứng cử vào Hội đồng Thành phố Sài Gòn nhân danh Sổ lao động cùng với Dương Bạch Mai, Nguyễn Văn Tạo, Phan Văn Hùm đắc cử vẻ vang. Tuy vậy Tạ Thu Thâu bị bắt giam, mãi đến năm 1939 ông mới được thả.
Năm 1939, ông cùng nhóm Tranh đấu ứng cử vào Hội đồng Quản hạt (Hội đồng Thuộc địa Nam Kỳ). Cho rằng cuộc bầu cử tổ chức gian lận, ông phản đối với Toàn quyền Đông Dương và Quốc hội Pháp. Trong khi đó có nhiều cuộc biểu tình chống bầu cử gian lận. Pháp bắt hết cả liên danh đưa ra tòa với tội "phá rối trị an". Từ năm 1932 đến 1940, Tạ Thu Thâu 6 lần bị bắt và 5 lần bị kết án. Nếu cộng hết các án ông lãnh, ông bị tất cả 13 năm tù và 10 năm biệt xứ.
Cuối năm 1944, sau khi được phóng thích từ tù Côn Đảo, ông dự định thành lập đảng Xã hội Thợ thuyền. Ông ra Bắc bắt liên lạc với một số đồng chí nhằm xuất bản tờ báo Chiến Đấu, để làm cơ quan ngôn luận của đảng Xã hội Thợ thuyền miền Bắc. Ông cũng tham gia nhiều cuộc mít tinh của thợ mỏ tại Hải Phòng, Nam Định, Hải Dương.

## Đánh giá
Nhà văn, nhà phê bình Thiếu Sơn viết: 
Không ai phủ nhận được tấm lòng yêu nước của ông, chẳng những yêu nước mà còn hy sinh cho nước. Chỉ có điều khác là nói tới nước, ông liền nghĩ tới dân, thứ nhất là dân vô sản. Còn những ông XY thì chỉ nói tới giang sơn gấm vóc, để nghĩ ngay đến những gấm vóc che phủ nơi nhà các ông, mà không cần biết tới những kẻ khố rách, áo ôm là đa số đồng bào ruột thịt của mình... 

## Tưởng niệm
Từ ngày 22 tháng 3 năm 1955, tại quận Nhì (quận 2) của Sài Gòn (nay đã nhập chung vào quận 1 thuộc Thành phố Hồ Chí Minh) có một đường phố được đặt tên là đường Tạ Thu Thâu; đến ngày 14 tháng 8 năm 1975, Ủy ban quân quản thành phố Sài Gòn - Gia Định đổi tên thành đường Lưu Văn Lang cho đến nay.
Ngoài ra có một số tỉnh lỵ, thị xã ở miền Nam cũng có tên đường Tạ Thu Thâu vào trước năm 1975 như Sa Đéc (nay là đường Đinh Tiên Hoàng), Cần Thơ (nay là một phần đường Mậu Thân đoạn từ đường 30 tháng 4 đến đường 3 tháng 2), Long Xuyên (nay là đường Nguyễn Thanh Sơn chạy dọc Kinh Đào)
Trước đây ở thành phố Mỹ Tho tỉnh Tiền Giang có một con đường mang tên ông ở phường 8 nhưng hiện nay đã đổi thành đường Nguyễn Văn Nguyễn . Hiện tại tên ông được đặt cho một con đường ở quận 9 (nay đã sáp nhập với quận 2 và quận Thủ Đức thành Thành phố Thủ Đức, Thành phố Hồ Chí Minh), một con đường ở thị trấn Cái Bè và thị trấn Chợ Mới.
Năm 1989, nhân dịp kỷ niệm 200 năm cách mạng Pháp, "Ủy ban nước Pháp của di dân, nước Pháp của tự do" (France Des Immigrés, France Des Libertés) chọn đăng ảnh và tiểu sử họ Tạ trong một cuộc triển lãm tại Grande Arche tại khu La Défense, Paris.

## Cái chết
Tới nay, không có tranh cãi về việc mặt trận Việt Minh xử bắn Tạ Thu Thâu vì 2 bên đã nhiều lần xung đột vũ trang, nhưng vẫn còn nghi vấn về lệnh từ đâu đến.
- Nhà sử học Daniel Hémery cho rằng Việt Minh đã ám sát ông.[4][5][cần số trang][6]
- Trong buổi phỏng vấn ngày 25 tháng 6 năm 1946, Hồ Chí Minh đã trả lời đảng viên Xã hội Daniel Guérin về cái chết của Tạ Thu Thâu như sau: Ce fut un patriote et nous le pleurons... Mais tous ceux qui ne suivent pas la ligne tracée par moi seront brisés (Tạ Thu Thâu) là một nhà ái quốc, chúng tôi đau buồn khi hay tin ông mất... Nhưng tất cả những ai không theo con đường tôi đã vạch đều sẽ bị "đứt gãy".[7][8][9]
- Nhóm Đệ Tứ Việt Nam cho rằng Tạ Thu Thâu bị Việt Minh bắt theo lệnh Trần Văn Giàu và bị xử bắn theo lệnh của Giàu và Hồ Chí Minh[10].